# Arne Källsbo
Hans Arne Källsbo, född 15 juli 1928 i Lund, död 23 november 1997 i Malmö, var en svensk stadsbyggnadsdirektör.
Källsbo, som var son till Nils Nilsson och Karin Teander, avlade studentexamen 1948 samt blev filosofie magister i Lund 1952 och filosofie licentiat 1959. Han blev adjunkt vid Örkelljunga samrealskola  1955, vid Ystads högre allmänna läroverk 1959, lektor i geografi vid Varbergs högre allmänna läroverk 1960, byrådirektör vid länsstyrelsen i Hallands län 1961, var anställd vid Kommunernas konsultbyrå 1966, kanslichef vid Sydvästra Skånes kommunalförbund 1967–1976 och var stadsbyggnadsdirektör i Malmö kommun 1977–1990. Han innehade utredningsuppdrag för Väg- och vattenbyggnadsstyrelsen angående kommunikationer i Bohusläns kustland 1956–1959, utgav bland annat Regionplanering (1976) och skrev artiklar i facktidskrifter.